# Balkundra
Balkundra è una suddivisione dell'India, classificata come census town, di 5.369 abitanti, situata nel distretto di Hazaribag, nello stato federato del Jharkhand. In base al numero di abitanti la città rientra nella classe V (da 5.000 a 9.999 persone).

## Geografia fisica
La città è situata a 23° 28' 29 N e 85° 19' 17 E.

## Società

### Evoluzione demografica
Al censimento del 2001 la popolazione di Balkundra assommava a 5.369 persone, delle quali 2.912 maschi e 2.457 femmine. I bambini di età inferiore o uguale ai sei anni assommavano a 634, dei quali 299 maschi e 335 femmine. Infine, coloro che erano in grado di saper almeno leggere e scrivere erano 3.659, dei quali 2.240 maschi e 1.419 femmine.